# Bill Hosket
Wilmer Frederick Hosket (ur. 20 grudnia 1946 w Dayton) – amerykański koszykarz występujący na pozycjach silnego skrzydłowego oraz środkowego, mistrz NBA z 1970.
W 1970 roku został pozyskany przez Buffalo Braves w NBA Expansion Drafcie.
Jego ojciec – Bill Hosket Sr oraz brat Brad występowali także w drużynie akademickiej Ohio State Buckeyes.

## Osiągnięcia
Na podstawie, o ile nie zaznaczono inaczej.
NCAA
- Uczestnik rozgrywek NCAA Final Four (1968)
- Mistrz sezonu zasadniczego konferencji Big Ten (1968)
- Zawodnik roku dystryktu IV NCAA (1968)
- Zaliczony do:
  - I składu:
    - All-Big Ten (1967, 1968)
    - All-Big Ten Academic (1966–1968)
    - Academic All-America (1968)

  - Galerii Sław:
    - Koszykówki stanu Ohio (2006)
    - Sportu uczelni Ohio State (1993)

  - składu:
    - National Association of Basketball Coaches Silver Anniversary team
    - All-American (1968 przez Converse'a)
- Laureat nagrody:
  - Big Ten’s Medal of Honor (1968)
  - Ethics and Integrity Award (2002 przyznanej przez Ohio High School Athletic Association)

NBA
- Mistrz NBA (1970)[1]

Reprezentacja
- Mistrz olimpijski (1968)[6]